# 39M Csaba
De 39M Csaba was een pantserwagen van het Koninklijk Hongaars Leger tijdens de Tweede Wereldoorlog dat voor verkenningsdoeleinden werd ingezet.

## Ontwikkeling en ontwerp
De 39M Csaba werd ontwikkeld door de in Groot-Brittannië wonende Hongaarse expat Nicholas Straussler (bekend van zijn bijdrage aan de ontwikkeling van de Sherman DD tank). Het ontwerp van de Csaba 39M borduurde voort op een eerder ontwerp van Strausler; de Alvis Straussler AC2. Nadat zijn ontwerp was afgewezen door het Britse leger kwam Strausler in overeenkomt om zijn pantserwagens bij de Manfréd Weiss fabriek te produceren. Na in 1939 getest te zijn plaatste het Hongaarse leger een bestelling van 61 voertuigen waar in 1940 nog eens een bestelling van 40 stuks bij kwam. 
De bepantsering van het voertuig was niet dikker dan 9mm. Het pantser bood daarmee voldoende bescherming tegen granaatscherven en handvuurwapens, maar was niet opgewassen tegen anti-tank geweren of kanonnen. Ondanks de lichte bepantsering was het voertuig nog vrij sterk bewapend. Gemonteerd in de geschutskoepel zat als hoofdwapen een semi-automatische Solothurn 36M 20mm Nehézpuska anti-tank geweer (een onder licentie gebouwde Zwitserse Solothurn S-18/100) met daarnaast een 8mm machinegeweer als wapen tegen infanterie. Een tweede machinegeweer gemonteerd op het achterste luik kon worden ingezet tegen luchtdoelen. Deze tweede machinegeweer kon ook los gekoppeld worden wanneer de bemanning van het voertuig besloot om hun missie te voet te volbrengen.
Vanwege de verkenningstaak van het voertuig had de 39M Csaba had twee rijposities met zowel voor- als achteruit vijf versnellingen om snel uit gevaarlijke situaties te kunnen komen. 
Naast de standaard uitvoering werd er ook een commando voertuig ontwikkeld: de 40M Csaba. Dit type bezat alleen het 8mm machinegeweer in de geschutskoepel en was voorzien van een lange afstand R-4T radio met een markante grote rasterantenne.

## Op het slagveld
In eerste instantie werden de Casba's toegewezen aan de 1e en 2e gemechaniseerde brigades, de 1e berginfanterie en 1e en 2e cavalerie brigades van het Hongaarse leger. Al deze eenheden (behalve de berg infanterie) namen deel aan operatie Barbarossa. Aan het einde van deze operatie in 1941 werd een deel van de Hongaarse troepen teruggeroepen voor herorganisatie. Weer in Hongarije aangekomen waren en nog slechts 17 Csaba's die de strijd hadden overleefd. De gevechtservaring benadrukte dat de voertuigen eigenlijk alleen voor verkenning effectief konden worden ingezet en niet voor verdere gevechtsondersteuningen. Ook in het daaropvolgende jaar gingen er wederom veel Csaba's verloren. Vrijwel alle Csaba's die aan het Hongaarse 2e leger waren toegewezen gingen verloren tijdens het massale Sovjet offensief rond Stalingrad. In de zomer van 1944 had het Hongaarse van de ongeveer 100 geproduceerde voertuigen nog 48 voertuigen die gevechtsklaar waren. De overgebleven 48 voertuigen gingen verloren in de verdediging van het Hongaarse grondgebied tegen het oprukkende Rode leger in de loop van 1944 en 1945. Zover bekend zijn er geen exemplaren die de oorlog hebben overleefd. 

## Galerij

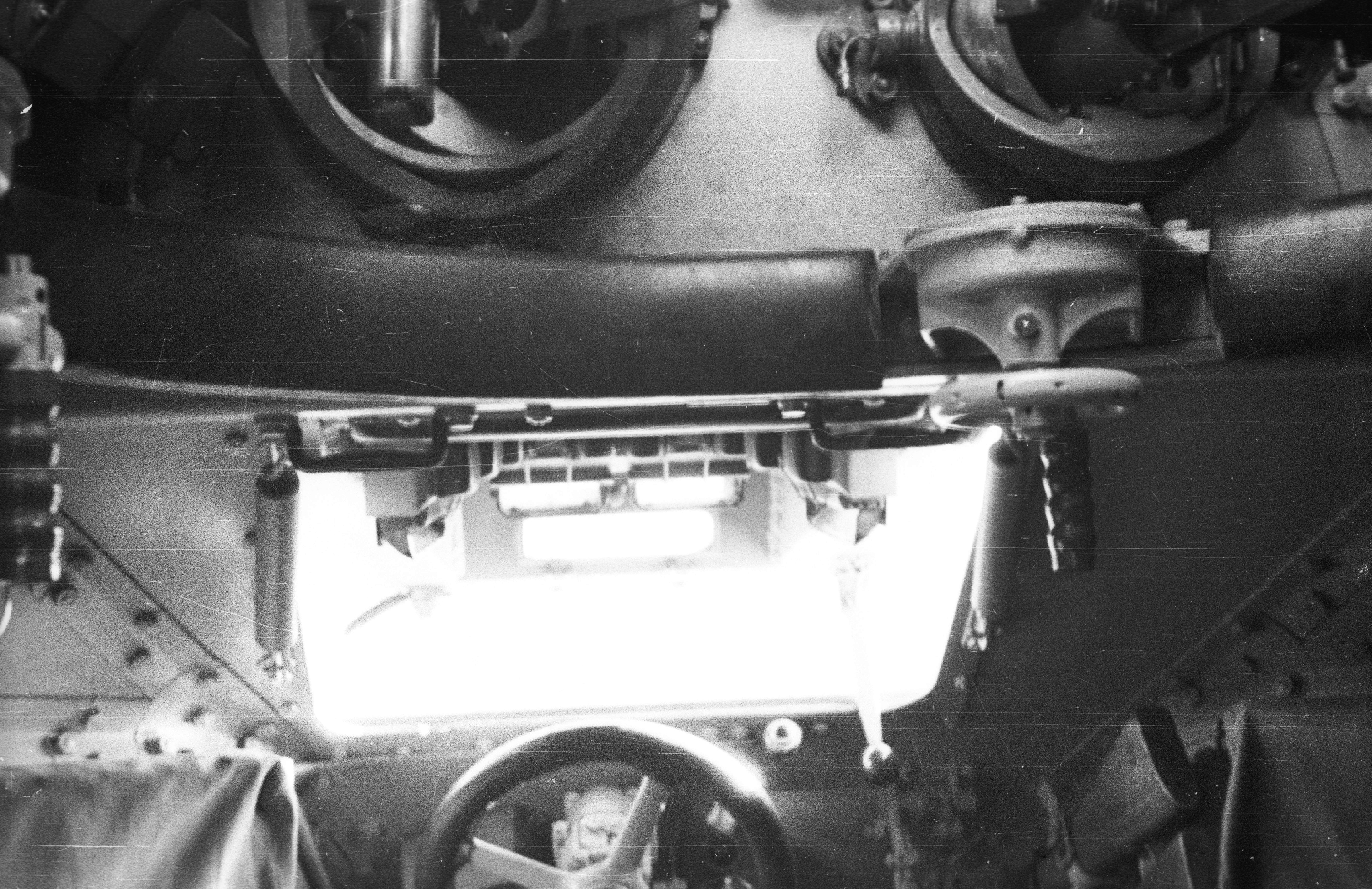
Interieur van de Csaba 39M gezien vanaf de bestuurdersstoel.
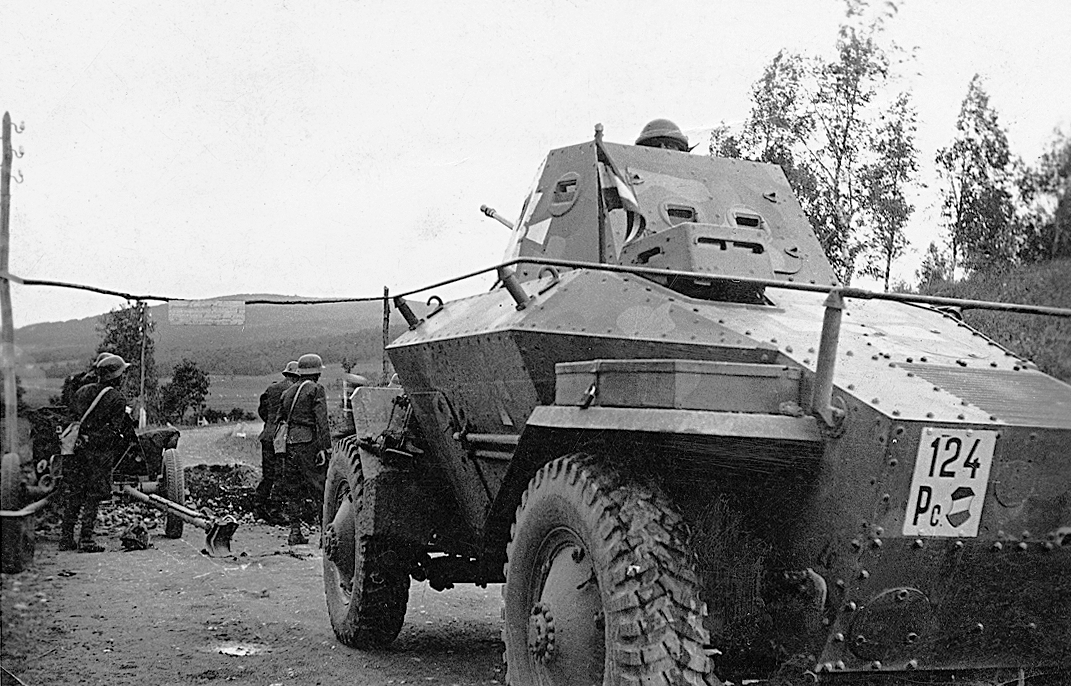
Csaba 39M bij een Hongaarse stelling, 1940. Hoogstwaarschijnlijk nabij de grens in Transsylvanië.
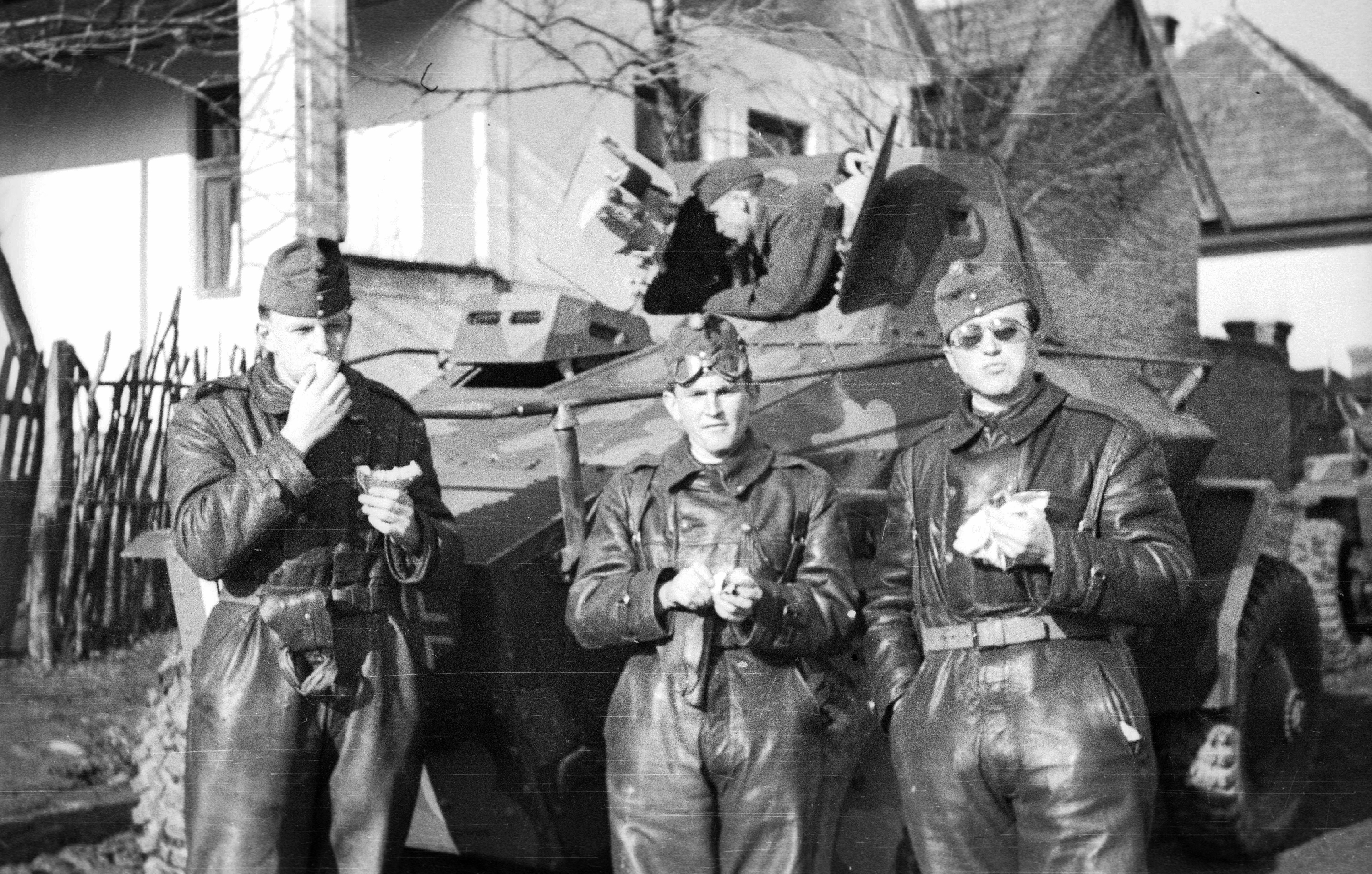
Bemanningsleden van een Csaba poserend voor een exemplaar.